# Lycopodium subarcticum
Lycopodium subarcticum är en lummerväxtart som beskrevs av V. Vassil.. Lycopodium subarcticum ingår i släktet lumrar, och familjen lummerväxter. Inga underarter finns listade i Catalogue of Life.